# Эквивокация
В логике, эквивокация, двусмысленность — неформальное заблуждение, ошибка, заключающаяся в использовании одного и того же слова с разным значением в одном рассуждении.
Такой тип двусмысленности обусловлен наличием у фразы двух или более различных семантических значений, а не грамматикой или структурой предложения.

## Ошибочность четырёх терминов
Эквивокация, в силлогизме, цепочке рассуждений, порождает учетверение терминов (quaternio terminorum). Ниже приведён пример:
Все вулканы — горы.
Все гейзеры — вулканы.
Следовательно, все гейзеры — горы.
В первой посылке слово «вулканы» обозначает горы, из которых изливается огнедышащая магма. Во второй посылке это же слово обозначает всякое извержение из недр Земли. Поэтому в приведённом силлогизме оказывается четыре разных термина, чем и обусловлено ложное заключение.

## Стратегия «мотт и бейли»
Эквивокация также может использоваться для объединения двух схожих позиций: приемлемой и легко отстаиваемой и гораздо более спорной. Спорящий продвигает спорную позицию, но, когда её подвергают сомнению, настаивает, что имел в виду только очевидную и легко защищаемую позицию. После того, как первоначальная аргументация подвергается критике, спорящий выдвигает легко доказуемую истину и утверждает, что, поскольку оппонент не стал спорить с очевидной позицией, то и спорная позиция не была им опровергнута. В другом варианте он приравнивает критику спорной позиции к критике очевидной и потому называет оппонента неразумным.